# Kongsvinger Futsal Sportsklubb 2010-2011
Questa voce raccoglie le informazioni riguardanti il Kongsvinger Futsal Sportsklubb nelle competizioni ufficiali della stagione 2010-2011.

## Stagione
Il Kongsvinger ha partecipato alla Futsal Eliteserie 2010-2011, terza edizione del massimo campionato norvegese riconosciuto dalla Norges Fotballforbund, da neopromossa. La squadra ha chiuso l'annata all'8º posto finale.

## Rosa
| N° | Naz.                | Ruolo | Sportivo            | Anno     |  |  |
| -- | ------------------- | ----- | ------------------- | -------- |  |  |
|    | Norvegia (bandiera) | POR   | Khalid Hacham       | 28.03.89 |  |  |
|    | Norvegia (bandiera) | POR   | André Thomsen       |          |  |  |
|    | Norvegia (bandiera) | DIF   | Aso Aram            | 22.07.91 |  |  |
|    | Norvegia (bandiera) | DIF   | Kjetil Gerhardsen   | 01.01.86 |  |  |
|    | Norvegia (bandiera) | DIF   | Jon Holt            |          |  |  |
|    | Norvegia (bandiera) | DIF   | Kristian Jahr       | 15.05.89 |  |  |
|    | Norvegia (bandiera) | DIF   | Fredrik Nilsen      | 23.03.88 |  |  |
|    | Norvegia (bandiera) | LAT   | Christoffer Haugen  | 10.03.91 |  |  |
|    | Norvegia (bandiera) | UNI   | Ørjan Heiberg       | 09.12.92 |  |  |
|    | Norvegia (bandiera) | UNI   | Petter Lindstad     | 12.03.87 |  |  |
|    | Norvegia (bandiera) | UNI   | Petter Severeide    | 11.04.83 |  |  |
|    | Norvegia (bandiera) | PIV   | Jermund Udnæseth    |          |  |  |
|    | Norvegia (bandiera) |       | Toni Fetahu         |          |  |  |
|    | Norvegia (bandiera) |       | Erlend Grønningen   |          |  |  |
|    | Norvegia (bandiera) |       | Jan Martin Knashaug |          |  |  |
|    | Norvegia (bandiera) |       | Ola Erling Korbøl   |          |  |  |
|    | Norvegia (bandiera) |       | Flamur Loku         | 10.12.86 |  |  |
|    | Norvegia (bandiera) |       | Chris Lundhaug      |          |  |  |
|    | Norvegia (bandiera) |       | Martin Martinsen    |          |  |  |
|    | Norvegia (bandiera) |       | Simen Nordnes       | 06.05.91 |  |  |
|    | Norvegia (bandiera) |       | Herman Odden        | 15.10.86 |  |  |
|    | Norvegia (bandiera) |       | Stian Repshus       |          |  |  |
|    | Norvegia (bandiera) |       | Jonas Tekle         | 15.12.89 |  |  |

## Risultati

### Eliteserie

#### Girone di andata
| Oslo 26 novembre 2010, ore 18:00 1ª giornata | Kongsvinger | 3 – 2 referto | Horten | KFUM-Hallen\| Arbitro: \| Myklebust \| |
| Arbitro:                                     | Myklebust   |               |        |                                        |

| Oslo 27 novembre 2010, ore 18:45 2ª giornata | Holmlia | 3 – 3 referto | Kongsvinger | KFUM-Hallen\| Arbitro: \| Iversen \| |
| Arbitro:                                     | Iversen |               |             |                                      |

| Oslo 28 novembre 2010, ore 10:00 3ª giornata | Kongsvinger | 8 – 6 referto | Fyllingsdalen | KFUM-Hallen\| Arbitro: \| Pedersen \| |
| Arbitro:                                     | Pedersen    |               |               |                                       |

| Flisa 5 dicembre 2010, ore 14:15 4ª giornata | Kongsvinger | 1 – 6 referto | Vegakameratene | Åsneshallen\| Arbitro: \| Myklebust \| |
| Arbitro:                                     | Myklebust   |               |                |                                        |

| Kongsvinger 23 gennaio 2011, ore 19:00 5ª giornata | Kongsvinger | 4 – 6 referto | Solør | Tråstadhallen\| Arbitro: \| Pedersen \| |
| Arbitro:                                           | Pedersen    |               |       |                                         |

| Kongsvinger 4 dicembre 2010, ore 17:15 6ª giornata | Kongsvinger | 1 – 2 referto | Nidaros | Tråstadhallen\| Arbitro: \| Hussain \| |
| Arbitro:                                           | Hussain     |               |         |                                        |

| Fyllingsdalen 8 gennaio 2011, ore 19:00 7ª giornata | Kongsvinger    | 4 – 2 referto | KFUM Oslo | Framohallen B\| Arbitro: \| Steen (Bergen) \| |
| Arbitro:                                            | Steen (Bergen) |               |           |                                               |

| Fyllingsdalen 9 gennaio 2011, ore 15:30 8ª giornata | Øystese   | 5 – 4 referto | Kongsvinger | Framohallen B\| Arbitro: \| Pettersen \| |
| Arbitro:                                            | Pettersen |               |             |                                          |

| Fyllingsdalen 8 gennaio 2011, ore 13:45 9ª giornata | Kongsvinger | 4 – 2 referto | Sandefjord | Framohallen A\| Arbitro: \| Pettersen \| |
| Arbitro:                                            | Pettersen   |               |            |                                          |

#### Girone di ritorno
| Oslo 29 gennaio 2011, ore 13:45 10ª giornata | Kongsvinger | 7 – 3 referto | Øystese | Oppsal Arena 1\| Arbitro: \| Krokdal \| |
| Arbitro:                                     | Krokdal     |               |         |                                         |

| Oslo 30 gennaio 2011, ore 11:00 11ª giornata | KFUM Oslo     | 5 – 3 referto | Kongsvinger | Oppsal Arena 1\| Arbitro: \| Thorsø Hansen \| |
| Arbitro:                                     | Thorsø Hansen |               |             |                                               |

| Oslo 30 gennaio 2011, ore 16:15 12ª giornata | Sandefjord | 7 – 2 referto | Kongsvinger | Oppsal Arena 1\| Arbitro: \| Pedersen \| |
| Arbitro:                                     | Pedersen   |               |             |                                          |

| Tiller 13 febbraio 2011, ore 12:15 13ª giornata | Vegakameratene | 5 – 2 referto | Kongsvinger | KVT Hallen\| Arbitro: \| Krokdal \| |
| Arbitro:                                        | Krokdal        |               |             |                                     |

| Flisa 27 febbraio 2011, ore 13:30 14ª giornata | Solør     | 3 – 1 referto | Kongsvinger | Åsneshallen\| Arbitro: \| Pettersen \| |
| Arbitro:                                       | Pettersen |               |             |                                        |

| Tiller 12 febbraio 2011, ore 17:15 15ª giornata | Nidaros       | 10 – 7 referto | Kongsvinger | KVT Hallen\| Arbitro: \| Thorsø Hansen \| |
| Arbitro:                                        | Thorsø Hansen |                |             |                                           |

| Oslo 26 marzo 2011, ore 12:45 16ª giornata | Kongsvinger  | 4 – 7 referto | Holmlia | Ekeberg Idrettshall B\| Arbitro: \| Rafiq (Oslo) \| |
| Arbitro:                                   | Rafiq (Oslo) |               |         |                                                     |

| Oslo 26 marzo 2011, ore 16:30 17ª giornata | Fyllingsdalen | 3 – 4 referto | Kongsvinger | Ekeberg Idrettshall B\| Arbitro: \| Egelund \| |
| Arbitro:                                   | Egelund       |               |             |                                                |

| Oslo 27 marzo 2011, ore 11:15 18ª giornata | Horten    | 5 – 4 referto | Kongsvinger | Ekeberg Idrettshall A\| Arbitro: \| Eidhammer \| |
| Arbitro:                                   | Eidhammer |               |             |                                                  |